# Aéronautique navale néerlandaise
Le Marine Luchtvaart Dienst (MLD), ou service aéronautique de la Marine, est la composante aéronavale de la Marine royale néerlandaise.